# Sidney Sonnino
Sidney Sonnino (Pisa, 11 de marzo de 1847-Roma, 24 de noviembre de 1922) fue un político italiano. Fue primer ministro de Italia en 1906 y en 1909-1910. Se le recuerda principalmente por su cargo de ministro de Exteriores durante la Primera Guerra Mundial.

## Biografía
Sonnino era hijo de un judío italiano de Livorno y una británica protestante. La familia, tras vivir en Egipto, se había mudado a Pisa, donde nació Sonnino. Culto y lacónico, era discreto e imperturbable.
Muy valorado como político, se le consideraba de objetivos claros y moderado. Hablaba inglés perfectamente. Comenzó su carrera pública en el servicio diplomático.

## Trayectoria
En 1880 fue elegido diputado por San Casciano in Val di Pesa. Se definía como político aperturista y partidario del sufragio universal. En 1889 fue nombrado subsecretario del Tesoro. En 1893 fue ministro de Finanzas en el gobierno de Francesco Crispi, cargo que desempeñó en varios gobiernos. Se le consideraba una autoridad en temas financieros y política exterior.
Favorable a la Triple Alianza, se opuso al irredentismo italiano, considerándolo «infantil». Fue dos veces primer ministro, aunque brevemente, en 1905-1906 y en 1909-1910.

### Ministro de Asuntos Exteriores
Tras su cortas etapas como primer ministro fue ministro de Asuntos Exteriores con Antonio Salandra en 1914. Su escasa duración al frente del ejecutivo se debía a su retraimiento y su reticencia a mezclarse con la clase política profesional. Al comienzo de la Primera Guerra Mundial defendió la entrada en la contienda del lado de los aliados italianos, los Imperios Centrales. En octubre de 1914, obtuvo la cartera de Asuntos Exteriores al fallecer el ministro el marqués de San Giuliano; mantuvo el puesto hasta junio de 1919.
Con una mezcla de imperialismo y Realpolitik, Sonnino no dejó que el idealismo de su vida privada influyese en sus maniobras políticas respecto a la guerra. En noviembre de 1914, Sonnino y el primer ministro Salandra, inseguros de su posición en el gobierno, mantuvieron una extrema cautela respecto a la guerra. El ejército italiano no se hallaba listo para un enfrentamiento y la opinión pública era contraria a entrar en guerra. Llevó a cabo negociaciones con los dos bandos.
En 1920 es nombrado senador.
| Predecesor: Alessandro Fortis Giovanni Giolitti | Presidente del Consejo de Ministros del Reino de Italia 1906 1909-1910 | Sucesor: Giovanni Giolitti Luigi Luzzatti |